# Eleutherine latifolia
Eleutherine latifolia là một loài thực vật có hoa trong họ Diên vĩ. Loài này được (Standl. & L.O.Williams) Ravenna miêu tả khoa học đầu tiên năm 1984.